# Рыбалко, Василий Матвеевич
Василий Матвеевич Рыбалко (27.08.1919, Сумская область — 29.09.1990) — командир взвода батареи 45-миллиметровых пушек 800-го стрелкового полка, старшина — на момент представления к награждению орденом Славы 1-й степени.

## Биография
Родился 27 августа 1919 года в селе Ольшаны Недригайловского района Сумской области. Украинец. Окончил 10 классов. Работал машинистом авторемонтной мастерской в селе Ольшаны.
В Красной Армии с февраля 1940 года. Участник Великой Отечественной войны с июня 1941 года. Воевал на Брянском, Центральном, 1-м Украинском и 1-м Белорусском фронтах.
Командир орудия батареи 45-миллиметровых пушек 800-го стрелкового полка красноармеец Рыбалко в операции по уничтожению крупной группировки противника, окружённой под Ковелем в боях за населённый пункт Смидин Старовыжевского района Волынской области 11 июля 1944 года огнём из орудия ликвидировал восемь автомашин, шесть повозок и много противников. При отражении контратак противника расчёт орудия истребил до десяти пехотинцев, подбил танк и бронетранспортер.
Приказом командира 143-й стрелковой дивизии от 13 августа 1944 года за мужество, проявленное в боях с врагом, красноармеец Рыбалко Василий Матвеевич награждён орденом Славы 3-й степени.
14 августа 1944 года, отражая контратаки в районе города Воломин, в критический момент боя красноармеец Рыбалко выкатил пушку на прямую наводку и поджёг танк противника, уничтожил две пулемётные точки и несколько вражеских солдат.
Приказом по 47-й армии от 27 сентября 1944 года красноармеец Рыбалко Василий Матвеевич награждён орденом Славы 2-й степени.
Командир взвода батареи 45-миллиметровых пушек того же полка, дивизии, фронта старшина Рыбалко за период с 1 сентября по 10 октября 1944 года в боях за город Воломин и в районе Варшавы поразил два танка и свыше двадцати противников, подавил две минометные батареи и пять пулемётных точек.
10 октября 1944 года при прорыве обороны противника у населённого пункта Марцелин прямой наводкой вывел из строя миномётную батарею, два пулемёта и свыше десяти пехотинцев. При контратаке врага подпустил на близкую дистанцию танки и пехоту и прямой наводкой подбил два первых танка.
Указом Президиума Верховного Совета СССР от 24 марта 1945 года за мужество, отвагу и героизм, старшина Рыбалко Василий Матвеевич награждён орденом Славы 1-й степени, став полным кавалером ордена Славы.
В боях на территории Польши был тяжело ранен. В 1944 году был демобилизован. Жил в Киеве. Окончил педагогический институт. Работал учителем истории в средней школе. Умер 29 сентября 1990 года. Похоронен в Киеве на Городском кладбище «Берковцы».
Награждён орденами Отечественной войны 1-й степени, Славы 1-й, 2-й и 3-й степени, медалями.
В посёлке городского типа Недригайлов Сумской области на Аллее Героев установлена памятная доска В. М. Рыбалко. Его именем названо поле в Недригайловском районе, на котором установлен памятный знак.